# César Amaro

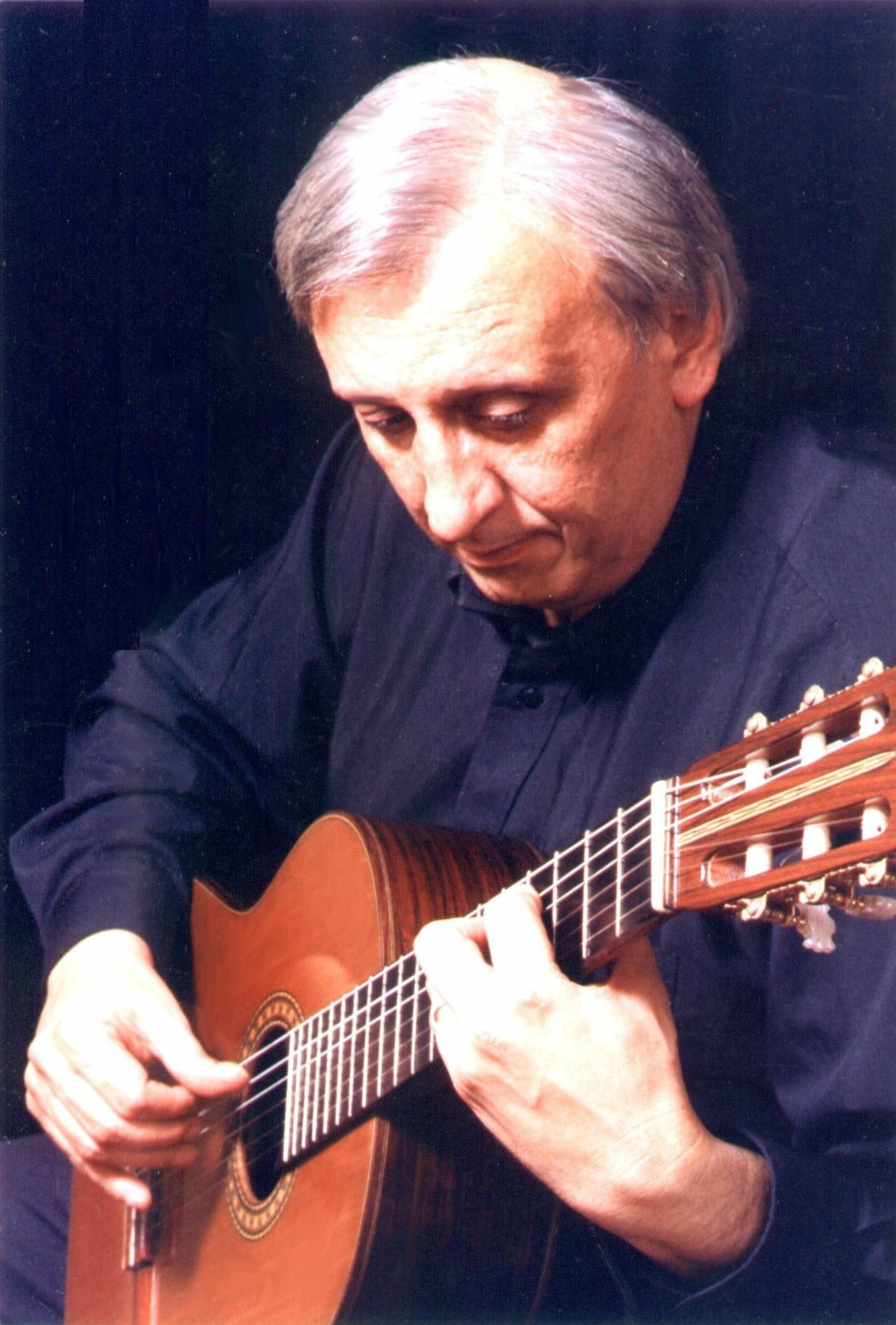
César Amaro

César Amaro (* 25. Oktober 1948 in Montevideo, Uruguay; † 31. Juli 2012 in Montevideo) war ein uruguayischer Gitarrist und Dozent.

## Leben
Der im Rahmen seiner künstlerischen Tätigkeit sowohl als Solo-Gitarrist als auch im Gitarren-Duo und gemeinsam mit einem Orchester tätige Uruguayer war ab seinem elften Lebensjahr Schüler Abel Carlevaros, eines Cousins seines Onkels Hector Carlevaro. Der auf Interpretationen der Werke des paraguayischen Komponisten Agustín Barrios spezialisierte Amaro trat auch international in Erscheinung. So absolvierte er etwa Auftritte in den argentinischen Städten Buenos Aires (Teatro Colón und Teatro San Martín), Córdoba und Rosario sowie in diversen europäischen Ländern, wie etwa Rumänien, Italien, Bulgarien, Frankreich, Schweiz, Polen und Spanien. Im Zuge dessen nahm er an verschiedenen Festivals, wie dem Festivale Internazionale delle Nazione in Rom, dem Festival de Cinémas et Cultures de L´América Latine im französischen Biarritz und dem 29. Internationalen Gitarrenfestival in Tel Aviv teil. Er nahm zudem zahlreiche Schallplatten auf. Zu den Labels, bei denen diese veröffentlicht wurden, zählen Tacuabé, AgArAbAi, Orfeo, Edimur und Gemecs. Auch führte er elf Jahre lang bei Televisió Nacional del Uruguay durch die TV-Sendung La guitarra y sus intérpretes.
Amaro war auch als Dozent tätig. In dieser Funktion wirkte er an den Musikhochschulen in San José und Rocha. Seit 1992 war er zudem Vorsitzender des Centro Guitarrístico del Uruguay. In den Jahren 2005 bis 2006 hatte er die Funktion des künstlerischen Direktors des Festival Internacional Agustín Barrios im paraguayischen San Juan Bautista inne.

## Auszeichnungen
- 1987: Ehrendiplom des Centro Guitarrístico del Uruguay